# سیارک ۱۳۰۰۶
سیارک ۱۳۰۰۶ (به انگلیسی: 13006 Schwaar، نامگذاری:1983AC1) سیزده هزار و ششمین سیارک کشف شده‌است که در ۱۲ ژانویه ۱۹۸۳ کشف شد.
قدر مطلق سیارک برابر ۱۳٫۶۰ است.